# Џон Едвард Вилијамс
Џон Едвард Вилијамс (Кларксвил, 29. август 1922 — Фејетвил, 3. март 1994) био је амерички писац, уредник и професор. Најпознатији је по романима Стонер (1965) и Август (1972). Август је освојио награду National Book Award.

## Биографија
Вилијамс је одрастао на северо-истоку Тексаса. Баба и деда су били пољопривредници; очух је био настојник у пошти. Поред талента за писањем и глуму, Вилијамс је пао локални колеџ након прве године. Радио је у новинским агеницјама и радио станицама на југо-западу годину дана, да би се затим невољно придружио рату, пријавивши се у Ваздухопловне снаге војске Сједињених Америчких Држава почетком 1942. године, провевши две и по године као наредник у Индији и Бурми. Током службе, написао је нацрт првог романа, који је објављен 1948. години.
На крају рата Вилијамс одлази у Денвер, Колорадо и уписује Универзитет у Денверу, где дипломира (1949) и добија диплому магистра уметности (1950). Током времена у Денверском универзитету, објављене су прве две књиге, Ништа осим ноћи (1948), роман који представља ужас и заблуде инспирисане раним трауматским искуством, и Сломљени пејзаж (1949), збирка песама. Након завршетка мастер студија, Вилијамс уписује универзитету у Мисури, где држи предавања и ради на докторату у енглеској књижевности, који добија 1954. године. У јесен 1955. Вилијамс се враћа на универзитет у Денверу и као асистент професора постаје управник програма креативног писања. Његов други роман, Бачерс Кросинг (Мцмиллан, 1960) приказује живот на граници у седамдесетих деветнаестог века у Канзасу. Уредио је и написао предговор антологији Енглеске поезије Ренесансе 1963. године. Његова друга књига песама, Неопходне лажи (1965), објавио је глагол Verb Publications. Био је оснивач и главни уредник часописа University of Denver Quarterly (касније Денвер квартално), који је први пут објављен 1965. године. Остао је уредник до 1970. године.
Вилијамсов трећи роман, Стонер, која прати професор енглеског језика с Универзитета у Мисурију, објављена је 1965. године. Његов четврти роман, Август (Викинг 1972), говори о суровом времену у току владавине Августа Цезара у Риму, преведен је на српски 2006. године у издању Народне књиге. Роман дели награду National Book Award for Fiction с романом Химера Џона Барта, први пут да је ова награда подељена.
Вилијамс одлази у пензију 1985. године и умире од дисајних проблема 1994. години, у Арканзасу. Пети роман, Сан разума, остаје недовршен у тренутку његове смрти.

## Дела
Романи
- Ништа осим ноћи (1948)
- Бачерс Кросинг (1960)
- Стонер (1965)
- Август (1972) – National Book Award[2]

Поезија
- Сломљени Пејзаж: Песме (1949)
- Неопходне Лажи (1965)